# Wahlenbergia rubioides
Wahlenbergia rubioides là loài thực vật có hoa trong họ Hoa chuông. Loài này được (A.DC.) Lammers miêu tả khoa học đầu tiên năm 1995.